# Мова квітів

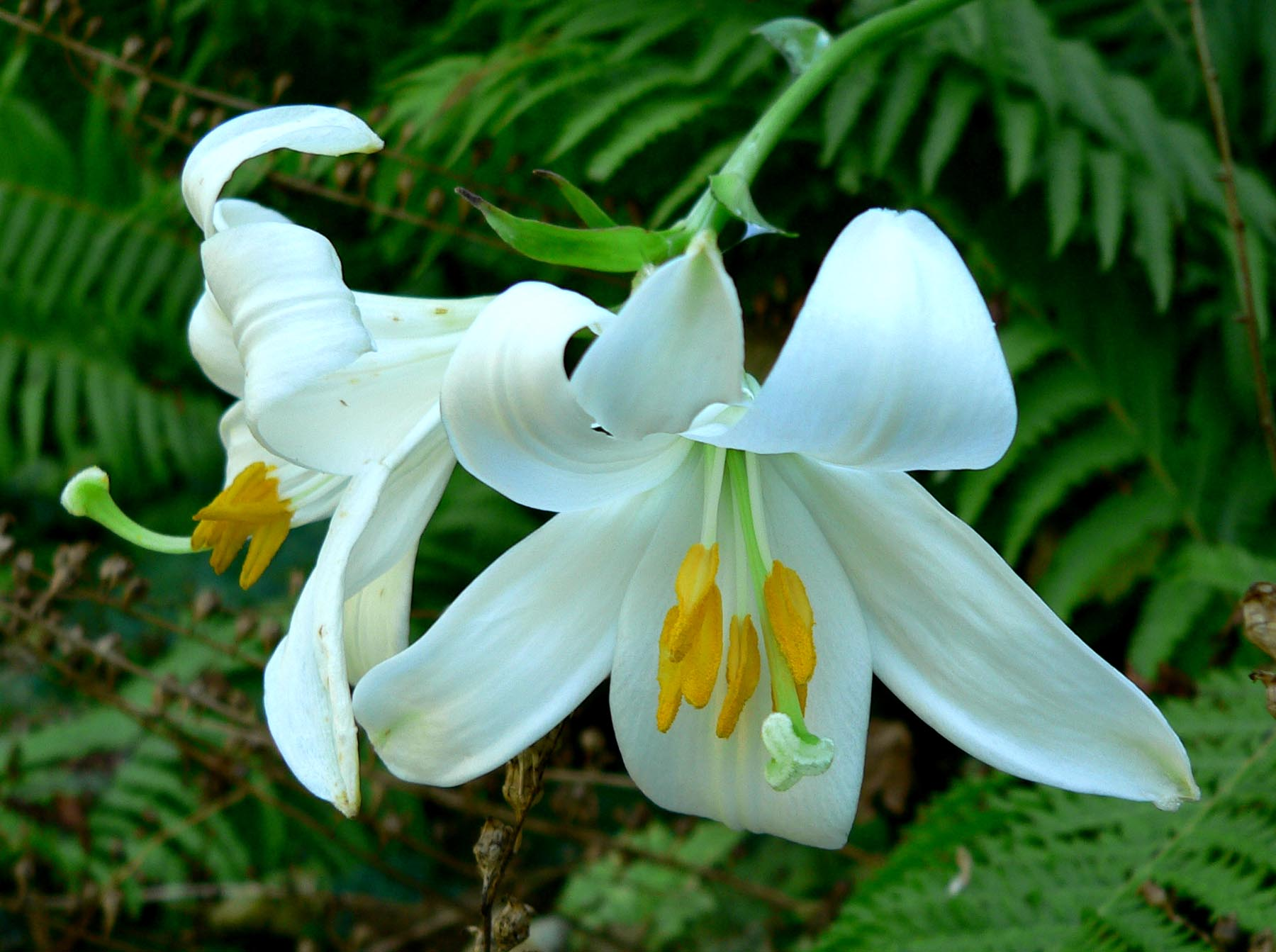
Квіти білої лілії символізують чистоту та непорочність

Джованні Баттіста Тьєполо, Непорочне зачаття

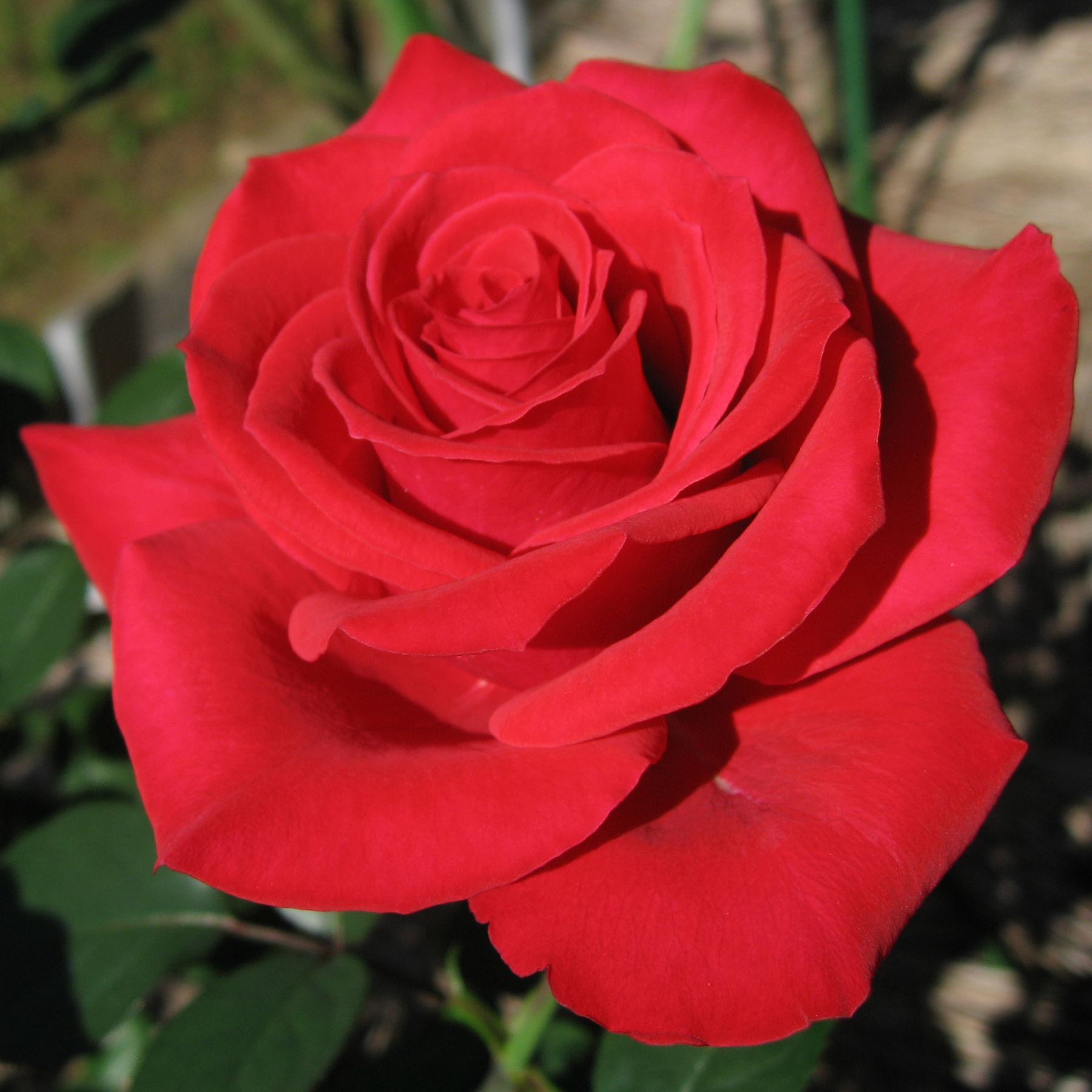
Червона троянда як символ справжнього кохання

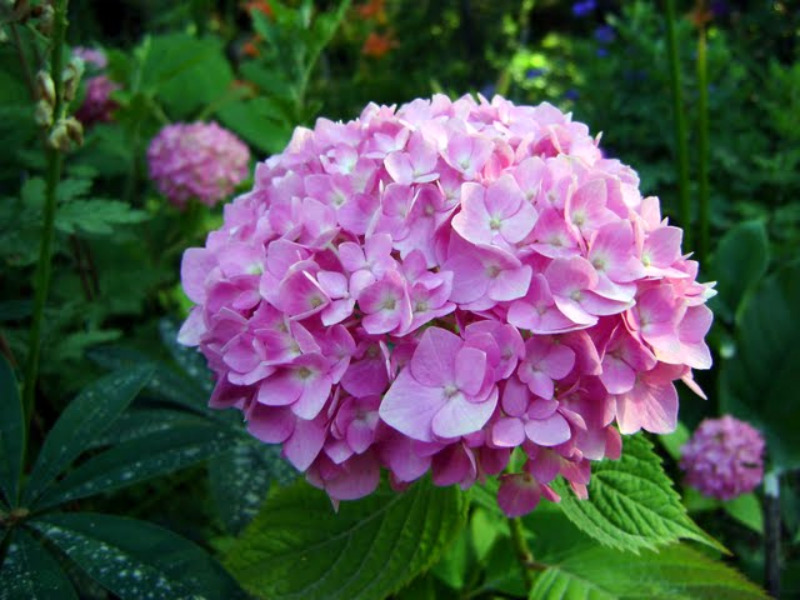
Гортензія символізує холодність та байдужість

Мова квітів (Флорографія) — символіка, значення, що надається різним квітам для вираження тих чи інших настроїв, почуттів та ідей. У Вікторіанську епоху мову квітів використовували для таємного вираження почуттів у тих випадках, коли про них не можна було говорити відкрито. Нюанси мови зараз в основному забуті, але, для прикладу, до сьогодні червоні троянди означають пристрасну, романтичну любов, білі троянди — чесноту та цнотливість.
Мова квітів може бути реалізована шляхом створення квіткових композицій з живих рослин — букетів, вінків тощо.

## Історія
Мова квітів народилася на Сході, створили її жінки. Позбавлені спілкування, не наважуючись часто відкривати обличчя, вони перенесли на квіти всі відтінки свого настрою і почуттів. Виниклі одного разу асоціації поступово перетворювалися в стійкі символи, завдяки яким можна було вести розмову.
У східній традиції вважається важливим:
- Коли піднесено квіти;
- Як дарувальник тримає букет:
  - суцвіттями вгору або вниз;
  - у лівій або правій руці.
- Чи прикрашений букет листям і чи видалені шипи у троянди.

Знання про мову квітів потрапили до Європи завдяки нотаткам двох персон: Обрі де ля Моттрея (фр. Aubry de la Mottraye) та леді Мері Уортлі Монтегю.
Обрі де ля Моттрей описав своє перебування при дворі короля Швеції Карла XII у Туреччині в двотомнику «Подорож … по Європі, Азії та Африці» у 1727 році.
Дружина британського посла в Стамбулі у 1717 році Мері Уортлі Монтегю описала таємну мову любовної переписки «селам», що іменується також «мовою предметів і квітів», у своїх листах, опублікованих в 1763 році, незабаром після її смерті, що і зробило її відомою.
Квіткові словники публікувалися протягом усього XVIII століття, розповідаючи про значення тієї чи іншої рослини. Дуже популярною була мова квітів і у Франції та у Англії часів королеви Вікторії

## Квіткові символи у релігії

### У християнстві
В християнській релігії лілія біла символізує чистоту і цнотливість, тому рослина традиційно зустрічається на мальовничих зображеннях поруч з Богородицею і другими непорочними святими. Гілку лілій, починаючи з 3 доби Відродження, — безперечний елемент у сцені Благовіщення. Білу лілію бачимо на полотнах Да Вінчі, Боттічеллі, Росетті, Караваджо, Лоті та інших великих художників. Саме християнство сприяло поширенню цього виду в країнах Європи, оскільки наявність такої лілії було обов'язковим для середньовічних монастирських садів. Через Велику Британію і Нідерланди лілія білосніжна потрапила в країни Америки.

### В індуїзмі
Один з найдавніших символів в індуїзмі — лотос. У давніх і сучасних мовах відомі десятки найменувань лотоса. З ним пов'язані імена багатьох богів і людей.
У далекій давнині лотос був одним з важливих продуктів харчування: з його насіння робили борошно й пекли смачні коржі, їли також корінь, стебла й листя. Поступово утворилася складна символіка лотоса. Його квіти починають розкриватися на сході сонця, а численні пелюстки нагадують промені. От чому лотос ще в давнину став емблемою сонця й космічної сили, що несуть життя й процвітання. Лотос співвідносився з богинею-матір'ю й символізував родючість. Він став символом і багатьох сонячних божеств: Сур'ї, Вішну, Лакшмі. На гігантському лотосі, що виростає з пупа Вішну, спочиває творець Праджапаті. Індуїстські боги зазвичай сидять на лотосових тронах. В іконографії часто розетки, медальйони, орнаменти зображують саме з лотосом.

### В буддизмі

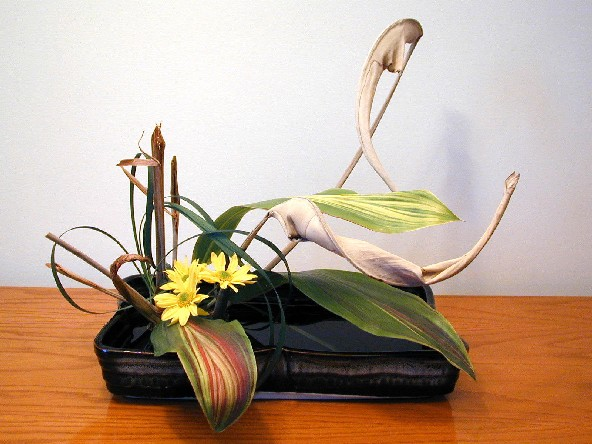
Ікебана

Ікебана — класичне японське мистецтво, що виникло понад 600 років тому і спочатку було буддійським ритуалом покладання підношень в храмах. До середини XV століття з появою перших класичних стилів ікебана придбала статус мистецтва і здобула незалежність від релігійного змісту ритуалів, хоча цей підтекст залишався. Перші вчителі та учні були священиками і аристократією, але з плином часу з'явилося безліч шкіл, нових стилів і ікебана таким чином стала надбанням всього японського народу.
В Японіє існує кодована мова квітів ханакотоба.
У VI столітті до Японії проникло буддійське вчення, яке принесло із собою ритуал покладання квітів на вівтар на честь Будди. В Індії ритуал зводився до розсипання пелюсток, але в Японії до X століття квіти стали підносити в вазах або на підставках, а виконавцем ритуалу стало духовенство.
Найстаріша школа ікебани бере свій початок від священика храму Роккакудо в Кіото, який був настільки вправний у складанні композицій, що його порад і настанов шукали інші священики. Оскільки він жив біля озера (по-японськи звучить як ikenobo), то ця назва (Ikenobo) і закріпилося за майстрами ікебани, які навчалися у цього священика або жили в цій місцевості.

## Символіка
Протягом багатьох років люди намагалися розгадати таємницю символіки квітів, вивчаючи складені про них міфи та легенди. Як правило, квіти асоціюються з певними якостями людини.

### Колір
- Червоний колір асоціювався з кольором життя, любові, (звідси троянда — символ любові, гвоздика — квітка пристрасті), а також як колір крові, символ гніву та помсти (колір війни і революції).
- Білий колір — символ чистоти і невинності (лілія);
- Чорний — символ смутку, трауру;
- Жовтий — символ відрази, ненависті; крім золотистого — символу сонця і радості;
- Зелений — символ надії та віри;
- Блакитний колір — символ богів;
- Синій — символ вірності (незабудки, фіалки);
- Пурпуровий — символ величі.

## Мова живихквітів
Символічні значення живих квітів рослин широко використовувалися при складанні букетів, коли кожному з елементів композиції надавався додатковий, емоційний сенс.
| Квітка               | Квітка               | Значення                                                             |
| -------------------- | -------------------- | -------------------------------------------------------------------- |
| Акація               | Акація               | таємна любов                                                         |
| Акант (Ведмежа лапа) | Акант (Ведмежа лапа) | мистецтво                                                            |
| Азалія               | Азалія               | стриманість                                                          |
| Аконіт               | Аконіт               | мізантропія                                                          |
| Амброзія             | Амброзія             | повернення почуттів                                                  |
| Лопух                | Лопух                | вдячність                                                            |
| Алое                 | Алое                 | гіркота; траур                                                       |
| Мигдаль              | Мигдаль              | обіцянка                                                             |
| Волошки              | Волошки              | витонченість                                                         |
| Амарант              | Амарант              | невмируща любов                                                      |
| Анемона              | Анемона              | зречення, хвороба                                                    |
| Квітка яблуні        | Квітка яблуні        | перевага                                                             |
| Біота східна         | Біота східна         | вічна дружба                                                         |
| Меліса               | Меліса               | взаєморозуміння або симпатія                                         |
| Бальзамін            | Бальзамін            | нетерпіння                                                           |
| Лавровий вінок       | Лавровий вінок       | торжество                                                            |
| Орхідея              | Орхідея              | старанність                                                          |
| Дзвіночки            | Дзвіночки            | думаю про тебе                                                       |
| Самшит               | Самшит               | вірність                                                             |
| Комиш                | Комиш                | покірність                                                           |
| Жовтець              | Жовтець              | багатство                                                            |
| Капуста              | Капуста              | корисність                                                           |
| Японська камелія     | Японська камелія     | скромна перевага                                                     |
| Гвоздика             | рожева               | жіноча любов                                                         |
| Гвоздика             | біла                 | презирство                                                           |
| Гвоздика             | пурпурова            | норовливість; непередбачувана непостійність                          |
| Гвоздика             | червона              | моє серце пристрасно прагне до тебе                                  |
| Гвоздика             | жовта                | ти розчарувала мене, відмова; зневага                                |
| Гвоздика             | смугаста             | неприйняття                                                          |
| Чистотіл             | Чистотіл             | радість                                                              |
| Сакура               | Сакура               | гарна освіта                                                         |
| Сакура               | Сакура               | швидкоплинність життя (у Японії)                                     |
| Сакура               | Сакура               | жіноча краса (у Китаї)                                               |
| Каштан               | Каштан               | розсуди мене                                                         |
| Айстра               | Айстра               | різноманітність любові                                               |
| Хризантема           | червона              | я люблю                                                              |
| Хризантема           | біла                 | правда                                                               |
| Хризантема           | жовта                | відкинута любов                                                      |
| Череда               | Череда               | бадьорість і веселість                                               |
| Примула              | Примула              | переможна благодать                                                  |
| Конюшина             | червона              | старанність                                                          |
| Конюшина             | біла                 | клятва                                                               |
| Коріандр             | Коріандр             | жагуче бажання                                                       |
| Блідо-жовтий нарцис  | Блідо-жовтий нарцис  | лагідність, смиренність, благородство, повагу чи нерозділене кохання |
| Жоржина              | Жоржина              | витонченість, почуття власної гідності                               |
| Стокротки            | Стокротки            | невинність, непорочність, скромність, вірність, віддану любов        |
| Кульбаба             | Кульбаба             | кокетство                                                            |
| Квітка шипшини       | Квітка шипшини       | залікувати рани                                                      |
| Бузина               | Бузина               | співчуття                                                            |
| Фенхель              | Фенхель              | неприступність, опірність                                            |
| Незабудка            | Незабудка            | істинна любов                                                        |
| Герань               | Герань               | знатність                                                            |
| Трава                | Трава                | підпорядкування, покірність                                          |
| Геліотроп            | Геліотроп            | відданість, захоплення                                               |
| Гібіскус             | Гібіскус             | рідкісна, витончена краса                                            |
| Молодило             | Молодило             | економність, хазяйновитість                                          |
| Гортензія            | Гортензія            | холодність, байдужість, безсердечність                               |
| Плющ                 | Плющ                 | залежність, довіра                                                   |
| Нарцис               | Нарцис               | відновлення почуттів                                                 |
| Лаванда              | Лаванда              | побожність, сумніви                                                  |
| Лимон-квіти          | Лимон-квіти          | свобода, розсудливість                                               |

| Квітка                                    | Квітка                                    | Значення                                                                                                   |
| ----------------------------------------- | ----------------------------------------- | --- |
| Салат                                     | Салат                                     | «крижане серце»                                                                                            |
| Лишайник                                  | Лишайник                                  | самотність                                                                                                 |
| Бузок                                     | пурпуровий                                | перше кохання                                                                                              |
| Бузок                                     | білий                                     | невинність                                                                                                 |
| Лілія                                     | біла                                      | чистота, непорочність                                                                                      |
| Лілія                                     | червона                                   | піднесені наміри                                                                                           |
| Лілія                                     | жовта                                     | 1) веселощі і подяка, 2) брехня і легковажність.                                                           |
| Лілія                                     | оранжева                                  | ненависть і відраза                                                                                        |
| Лілія                                     | Тигрова                                   | достаток, процвітання, самовпевненість, гордість                                                           |
| Конвалія                                  | Конвалія                                  | надійність, достовірність                                                                                  |
| квіти Лайма                               | квіти Лайма                               | блуд, зрада                                                                                                |
| Лобелія                                   | Лобелія                                   | злість, недоброзичливість                                                                                  |
| Лотос                                     | Лотос                                     | чистота, цнотливість, красномовство                                                                        |
| Амарант                                   | Амарант                                   | безнадія                                                                                                   |
| Магнолія                                  | Магнолія                                  | любов до природи                                                                                           |
| Мальва                                    | Мальва                                    | «понівечені любов'ю»                                                                                       |
| Чорнобривці                               | Чорнобривці                               | відчай |
| М'ята                                     | М'ята                                     | підозра |
| Коров'як                                  | Коров'як                                  | добродушність                                                                                              |
| Настурція                                 | Настурція                                 | патріотизм                                                                                                 |
| Дуб листки                                | Дуб листки                                | сила |
| Овес                                      | Овес                                      | музикальність                                                                                              |
| Олива                                     | Олива                                     | мир |
| Персик квіти                              | Персик квіти                              | довголіття                                                                                                 |
| Груша квіти                               | Груша квіти                               | міцна дружба                                                                                               |
| Мак                                       | звичайний                                 | вічний сон, забуття, фантазія                                                                              |
| Мак                                       | червоний                                  | задоволення                                                                                                |
| Мак                                       | білий                                     | розраду мріями; сучасна версія: мир                                                                        |
| Мак                                       | жовтий                                    | багатство, успіх                                                                                           |
| Троянда                                   | чайна                                     | краса завжди нова                                                                                          |
| Троянда                                   | червона                                   | справжнє кохання                                                                                           |
| Троянда                                   | синя                                      | таїнство, досягнення неможливого                                                                           |
| Троянда                                   | біла                                      | вічна любов, мовчання або невинність, туга, доброчесність, чистота, скритність, благоговіння і смиренність |
| Троянда                                   | чорна                                     | смерть, ненависть, прощання, розлука смертю                                                                |
| Троянда                                   | жовта                                     | дружба, щастя, радість.                                                                                    |
| Троянда                                   | рожева                                    | ввічливість, чемність, люб'язність                                                                         |
| Троянда                                   | темно-рожева                              | подяку, вдячність                                                                                          |
| Троянда                                   | світло-рожева                             | бажання, пристрасть, радість життя, молодість, енергія                                                     |
| Троянда                                   | бордова                                   | ненавмисна краса                                                                                           |
| Троянда                                   | коралова                                  | бажання, пристрасть                                                                                        |
| Троянда                                   | блідо-бузкова                             | любов з першого погляду                                                                                    |
| Троянда                                   | біло-червона                              | єдність, спільний інтерес                                                                                  |
| Троянда                                   | червоно-жовта                             | захват, щастя і хвилювання                                                                                 |
| Троянда                                   | без шипів                                 | кохання з першого погляду                                                                                  |
| Калла                                     | Калла                                     | Вищий ступінь схиляння, поваги, захоплення; дарувальник схиляє перед Вами коліно; Ви чудові!               |
| Розмарин                                  | Розмарин                                  | пам'ять (спогади)                                                                                          |
| Рута                                      | Рута                                      | горе, каяття                                                                                               |
| Мімоза                                    | Мімоза                                    | чуйність                                                                                                   |
| Підсніжник                                | Підсніжник                                | розраду, надія                                                                                             |
| Солома                                    | Солома                                    | едність |
| Соняшник                                  | Соняшник                                  | піднесені, чисті помисли                                                                                   |
| Дурман                                    | Дурман                                    | обман |
| Чортополох                                | Чортополох                                | благородство                                                                                               |
| Чебрець                                   | Чебрець                                   | економність                                                                                                |
| Тюльпан                                   | червоний                                  | признання в коханні                                                                                        |
| Тюльпан                                   | жовтий                                    | безнадійне кохання                                                                                         |
| Фіалка                                    | блакитна                                  | лояльність, вірность                                                                                       |
| Фіалка                                    | біла                                      | скромність                                                                                                 |
| Будь-яке насіння рослин поширюване вітром | Будь-яке насіння рослин поширюване вітром | посланники                                                                                                 |
| Гамамеліс                                 | Гамамеліс                                 | змову |
| Пшениця                                   | Пшениця                                   | багатство і процвітання                                                                                    |

## Див також
- Ханакотоба